# Vital'O Football Club
Il Vital'O Football Club è una società calcistica burundese di Bujumbura. Milita nella Primus League, la massima divisione del campionato burundese di calcio.
È il club più titolato del paese nonché l'unica compagine del Burundi ad essersi aggiudicata una competizione internazionale, la Coppa Kagame Inter-Club, vinta nel 2014. Ha anche disputato la finale della Coppa delle Coppe d'Africa, persa contro gli ivoriani dell'Africa Sports National nel 1992. 
Fondato nel 1960, il club gioca le partite in casa allo stadio Intwari di Bujumbura (10 000 posti).

## Storia
Il club nacque con il nome di Rwanda Club FC nel 1960. Nel 1971 mutò nome in  ALTECO e nel 1973 il Tout Puissant Bata, prima di fondersi con il Rapid per assumere il nome di Espoir e, nel 1975, di Vital'O.

## Palmarès

### Competizioni nazionali
- Campionato burundese: 21

1971, 1979, 1980, 1981, 1983, 1984, 1986, 1990, 1994, 1996, 1998, 1999, 2000, 2006, 2007, 2009, 2010, 2012, 2015, 2016, 2024
- Coppa di Burundi: 14

1982, 1985, 1986, 1988, 1989, 1991, 1993, 1994, 1995, 1996, 1997, 1999, 2015, 2018

#### Competizioni internazionali
- Coppa Kagame Inter-Club: 1

2014

### Altri piazzamenti
- Campionato burundese:

Terzo posto: 2016-2017, 2018-2019
- Coppa delle Coppe d'Africa:

Finalista: 1992

## Partecipazioni in CAF Champions League
- CAF Champions League: 7 partecipazioni

1999 - Secondo turno
2000 - Secondo turno
2001 - Primo turno
2007 - Turno preliminare
2008 - Turno preliminare
2010 - Turno preliminare
2011 - Turno preliminare